# Phil Mogg
Phil Mogg (narozen jako Phillip John Mogg 15. dubna 1948, Wood Green, severní Londýn), je zpěvák skupiny UFO, kterou s ním spoluzaložili dlouholetí kamarádi Pete Way a Andy Parker.
Do skupiny k nim pak přišel kytarista Mick Bolton, který s Moggem soupeřil a jejich rozpory skončily vyhazovem Boltona. UFO jezdili po turné se skupinou Scorpions. Když Mogg a UFO sháněli kytaristu, našli Michaela Schenkera, který se k UFO připojil, když dosáhl věku 19 let.
Mogg psal pro skupinu většinu textů, většinu hudby skládali Way, Schenker a později Raymond. V roce 1979 Schenker odešel, aby zahájil sólovou kariéru. Mogg a Way vydali v roce 1997 album nazvané Edge of the World a v roce 1999 Chocolate Box. Vedle UFO jako hlavní skupiny, založil Phil postranní projekt $ign of 4. Koncem roku 2003, kdy získal Mogg od Michaela Schenkera práva na používání názvu UFO, společně s Petem Wayem a Paulem Raymondem uspořádali "reunion tour" (obnovovací turné), po kterém se skupina stala úspěšnou jako dříve. Vydali pak několik nových alb: Flying : The Early Years, An Introduction To UFO CD, Showtime, The Monkey Puzzle, You Are Here.
Phil Mogg je otcem Nigela Mogga, baskytaristy skupiny The Quireboys.

## Diskografie

### UFO
- UFO 1 (1970) Uncharted
- Flying (1971) Uncharted
- Phenomenon (1974) Uncharted
- Force It (1975) Chart Position 71 (US)
- No Heavy Petting (1976) Chart Position 167 (US)
- Lights Out (1977) Chart Position 51 (UK), 23 (US)
- Obsession (1978) Chart Position 26 (UK), 41 (US)
- No Place to Run (1980) Chart Position 11 (UK), 51 (US)
- The Wild, The Willing And The Innocent (1981) Chart Position 19 (UK), 77 (US)
- Mechanix (1982) Chart Position 8 (UK), 82 (US)
- Making Contact (1983) Chart Position 32 (UK), 153 (US)
- Misdemeanor (1985) Chart Position 74 (UK), 106 (US)
- Ain't Misbehavin' (EP) (1988) Uncharted
- High Stakes & Dangerous Men (1992) Uncharted
- Walk On Water (1995) Uncharted
- Covenant (2000) Uncharted
- Sharks (2002) Uncharted
- You Are Here (2004) Uncharted
- The Monkey Puzzle (2006)
- UFO Live (1972) Uncharted
- Live In Concert (1974)
- Strangers In The Night (1979) Chart Position 42 (US), 8 (UK)
- Lights Out In Tokyo (1992)
- Live In Japan (1992)
- T.N.T. (1993)
- Heaven's Gate (1995)
- On With The Action (1998)
- Live In Texas (2000)
- Regenerator - Live 1982 (2001)
- Showtime (2005)
- Space Metal (1976)
- Anthology (1986)
- The Essential UFO (1992)
- Best Of UFO: Gold Collection (1996)
- X-Factor: Out There & Back (1997)
- Flying : The Early Years 1970-1973 (2004)
- An Introduction To UFO CD (2006)
- The Best Of The Rest  (1988)

### MOGG/WAY
- Edge of the World  (1997)
- Chocolate Box  (1999)

### $ign of 4
- Dancing With St. Peter  (2002)